# Plaire, aimer et courir vite
Plaire, aimer et courir vite (bra: Conquistar, Amar e Viver Intensamente) é um filme de 2018 dirigido por Christophe Honoré sobre o relacionamento de um estudante e um escritor mais velho. Ele foi selecionado para concorrer à Palma de Ouro no Festival de Cannes 2018. No Brasil, foi apresentado em 2018 no Festival Mix Brasil, Festival do Rio, e lançado nos cinemas pela Imovision.

## Elenco
- Pierre Deladonchamps - Jacques Tondelli
- Vincent Lacoste - Arthur Prigent
- Denis Podalydès - Matthieu
- Quentin Thébault - Jean-Marie
- Sophie Letourneur - Isabelle
- Thomas Gonzalez - Marco
- Tristan Farge - Louis 'Loulou'

## Recepção
No agregador de críticas Rotten Tomatoes, que categoriza as opiniões apenas como positivas ou negativas, o filme tem um índice de aprovação de 83% calculado com base em 62 comentários dos críticos que é seguido do consenso: "Bom elenco e lindamente filmado, Sorry Angel explora o despertar sexual de um jovem com inteligência, empatia e uma profundidade satisfatória."